# Bzyb
Bzyb (rusky Бзыбь, Bzyb, abchazsky Бзыҧ, Bzyp, gruzínsky ბზიფი, Bzipi) je řeka v západní Abcházii, v Gruzii. Je dlouhá 110 km. Povodí má rozlohu 1510 km². Jedná se o jednu ze dvou největších řek v Abcházii.

## Průběh toku
Pramení na jižním svahu hlavního kavkazského hřebene a protéká horami Západního Kavkazu. Nedaleko od ústí vtéká do roviny a do Černého moře se vlévá dvěma rameny. Na horním toku přítoku Jupšara se nachází jezero Rica.

## Vodní stav
Průměrný roční průtok vody při odtoku z hor činí 97 m³/s.

## Využití
Po řece se plaví dřevo. Od Černomořské magistrály vede silnice k jezeru Rica částečně údolím řeky Bzyb. Za éry SSSR byla oblíbeným místem vodní turistiky.